# Conflito de Sampit
O conflito de Sampit foi um surto de violência inter-étnica na Indonésia iniciada em fevereiro de 2001 e persistindo ao longo do ano. O conflito começou na cidade de Sampit, Província de Calimantã Central, e se espalhou por toda a província, incluindo a capital, Palangkaraya. O conflito ocorreu entre os nativos dayak e os migrantes madureses da ilha de Madura.
Irrompeu em 18 de fevereiro de 2001, quando dois madureses foram atacados por um vários dayaks. O conflito resultou em mais de 500 mortes, com mais de 100 000 madureses deslocados de suas casas. Muitos madureses também foram encontrados decapitados pelos dayaks.

## Antecedentes
O conflito de Sampit em 2001 não foi um incidente isolado, uma vez que haviam ocorrido incidentes anteriores de violência entre os dayaks e os madureses. O último grande conflito ocorreu entre dezembro de 1996 e janeiro de 1997 e resultou em mais de 600 mortes. Os madureses chegaram pela primeira vez em Bornéu em 1930, no âmbito do programa de transmigração iniciado sob a administração colonial holandesa e continuado pelo governo indonésio. Em 1999, os malaios e os dayaks se uniram em Calimantã, na Indonésia, para perseguir e massacrar madureses durante o conflito em Sambas. Os madureses foram mutilados, estuprados e assassinados pelos malaios e dayaks, e 3 000 deles morreram nos massacres, com o governo indonésio fazendo muito pouco para acabar com a violência.
Em 2000, os transmigrantes constituíam 21% da população em Calimantã Central. Os dayaks são ditos estarem insatisfeitos com o aumento da concorrência mais agressiva proveniente dos madureses. As novas leis haviam permitido que os madureses assumissem o controle de muitas das indústrias comerciais na província, como a exploração madeireira, mineração e plantações.
Existem várias histórias que supostamente descrevem o incidente que provocou a violência em 2001. Uma versão afirma que ele foi causado por um incêndio criminoso em uma casa de um dayak. Os boatos foram espalhados de que o incêndio foi causado pelos madureses, e mais tarde, um grupo de dayaks começou a incendiar casas em um bairro madurês.
O Professor Usop da Associação do Povo Dayak afirma que os massacres por parte dos dayaks foram em legítima defesa, após os dayaks serem atacados.  Foi alegado que um dayak foi torturado e morto por uma gangue de madureses depois de uma disputa por jogos de azar no povoado próximo de Kerengpangi em 17 de dezembro de 2000.
Outra versão afirma que o conflito começou em uma briga entre estudantes de diferentes etnias da mesma escola.

## Decapitações
Pelo menos 100 madureses foram decapitados por dayaks durante o conflito. Os dayaks tem um histórico da prática do ritual de caçar cabeças, embora acreditava-se que a prática tivesse extinguido no início do século XX.

## Resposta das autoridades
A dimensão do massacre dificultou para as forças armadas e a polícia controlar a situação em Calimantã Central. Reforços foram enviados para ajudar a equipe já existente na província. Por 18 de fevereiro, os dayaks assumiram o controle sobre Sampit.
A polícia prendeu um oficial local que julgava ter sido um dos autores intelectuais dos ataques. Os mentores são suspeitos de pagar seis homens para provocar o tumulto em Sampit. A polícia também prendeu vários manifestantes na sequência da onda inicial de assassinatos.
Mais tarde, em 21 de fevereiro, milhares de dayaks cercaram uma delegacia de polícia em Palangkaraya exigindo a libertação dos detidos. A polícia sucumbiu a essa demanda. A 28 de fevereiro, os militares tinham conseguido remover os dayaks das ruas, mas a violência esporádica continuou ao longo do ano.